# Wolfgang C. Müller

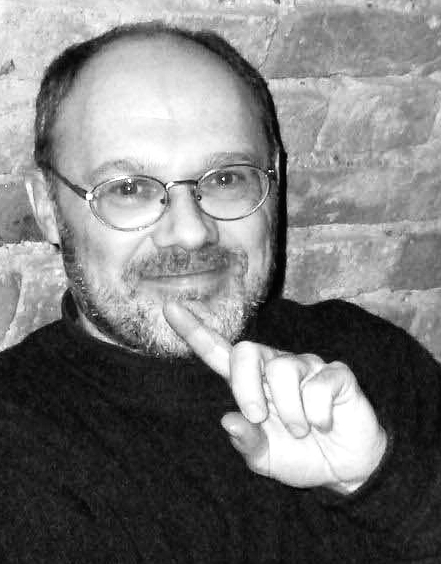
Wolfgang C. Müller (2005)

Wolfgang Claudius Müller (* 24. August 1957 in Wien) ist ein österreichischer Politikwissenschaftler. Zu seinen Forschungsschwerpunkten zählen politische Institutionen, Parteien, Koalitionen, Eliten und Governance.

## Leben
Müller studierte von 1978 bis 1983 Politikwissenschaft und Kommunikationswissenschaft an der Universität Wien und schloss mit dem  Dr. phil. ab. Anschließend studierte er Soziologie, besuchte zweimal die Essex Summer Schools in Data Analysis and Collection der University of Essex und war von 1983 bis 1991 als Universitätsassistent und Universitätslektor am Institut für Staats- und Politikwissenschaft der Universität Wien angestellt, wo er sich 1991 habilitierte und bis 1997 als Dozent und Lektor tätig blieb. Nach Auslandstätigkeiten als Visiting Fellow am Nuffield College, University of Oxford, als Vertreter des Lehrstuhles für Politische Wissenschaft und International Vergleichende Sozialforschung, Universität Mannheim, als Senior Research Fellow, Department of Comparative Politics, University of Bergen und nach Gastprofessuren für Vergleichende Politikwissenschaft, Humboldt-Universität zu Berlin und an der University of California, San Diego, Humboldt-Universität zu Berlin und am Institute d’Études Politiques de Lille hatte Müller von 2002 bis 2003 die jährlich verliehene Joseph A. Schumpeter-Forschungsprofessur an der Harvard University inne und war von 2003 bis 2009 Professor für Politikwissenschaft an der Universität Mannheim. Von 2005 bis 2007 war er dort Direktor des Mannheimer Zentrums für Europäische Sozialforschung. Im September 2009 kehrte Müller an seine erste Wirkungsstätte zurück und wurde Professor für Democratic Governance am Institut für Staatswissenschaft der Universität Wien.

## Publikationen (Auswahl)
Als Hauptautor
- Die österreichischen Abgeordneten: Persönliche Präferenzen und politisches Handeln (Facultas, Wien 2001) wurde von Müller als Hauptautor gestaltet.

Als Mitherausgeber
- Politics in Austria: Still a Case of Consociationalism? (Frank Cass, 1992, mit Kurt Richard Luther).
- Policy, Office, or Votes? How Political Parties Make Hard Decisions in Western Europe (Oxford University Press, 1999, mit Kaare Strøm).
- Coalition Governments in Western Europe (Oxford University Press, 2000, mit Kaare Strøm).
- Political Parties and Electoral Change (Sage, 2004, mit Peter Mair und Fritz Plasser).
- Delegation and Accountability in Parliamentary Democracies und Cabinets and Coalition Bargaining (Oxford University Press, 2003, mit Kaare Strøm und Torbjörn Bergman).
- Politik in Österreich: Das Handbuch (Manz, 2006, mit Herbert Dachs, Peter Gerlich, Herbert Gottweis, Helmut Kramer, Volkmar Lauber und Emmerich Tálos).
- Cabinets and Coalition Bargaining (Oxford University Press, 2008, mit Kaare Strøm und Torbjörn Bergman).